# Campeonato Europeo de Atletismo Sub-23 de 2005
El V Campeonato Europeo de Atletismo Sub-23 se celebró en la ciudad de Erfurt (Alemania) del 14 al 17 de julio de 2005. La sede del evento fue el Estadio Steigerwald.

## Resultados
Resultados del campeonato.

### Masculino
| Evento                          | Oro                                                                    | Oro       | Plata                                                                      | Plata     | Bronce                                                                                | Bronce    |
| ------------------------------- | ---------------------------------------------------------------------- | --------- | -------------------------------------------------------------------------- | --------- | ------------------------------------------------------------------------------------- | --------- |
| 100 m (viento: +2.4 m/s)        | Oudéré Kankarafou Francia                                              | 10.26     | Eddy De Lépine Francia                                                     | 10.30     | Stefan Wieser · Alemania                                                              | 10.32     |
| 200 m (viento: +1.3 m/s)        | David Alerte Francia                                                   | 20.47     | Sebastian Ernst · Alemania                                                 | 20.58     | Koura Kaba Fantoni · Italia                                                           | 20.71     |
| 400 m                           | Robert Tobin Reino Unido                                               | 46.81     | Kamghe Gaba · Alemania                                                     | 47.07     | Daniel Dąbrowski · Polonia                                                            | 47.44     |
| 800 m                           | Kévin Hautcœur Francia                                                 | 1:51.29   | Manuel Olmedo · España                                                     | 1:51.47   | René Bauschinger · Alemania                                                           | 1:51.49   |
| 1.500 m                         | Arturo Casado · España                                                 | 3:47.02   | Stefan Eberhardt · Alemania                                                | 3:48.09   | Francisco España · España                                                             | 3:48.16   |
| 5.000 m                         | Anatoliy Rybakov · Rusia                                               | 14:06.69  | Mo Farah Reino Unido                                                       | 14:10.96  | Aleksey Aleksandrov · Rusia                                                           | 14:11.10  |
| 10.000 m                        | Yevgeniy Rybakov · Rusia                                               | 29:30.76  | André Pollmächer · Alemania                                                | 29:33.22  | Marius Ionescu · Rumania                                                              | 29:34.52  |
| 110 m vallas (viento: +2.9 m/s) | David Hughes Reino Unido                                               | 13.56     | Willi Mathiszik · Alemania                                                 | 13.58     | Stanislav Sajdok · República Checa                                                    | 13.66     |
| 400 m vallas                    | Rhys Williams Reino Unido                                              | 49.60     | Minas Alozidis · Grecia                                                    | 50.04     | Ákos Dezső · Hungría                                                                  | 50.31     |
| 3.000 m obstáculos              | Radosław Popławski · Polonia                                           | 8:32.61   | Halil Akkaş Turquía                                                        | 8:37.38   | Pieter Desmet · Bélgica                                                               | 8:41.07   |
| 20 km marcha                    | Igor Yerokhin · Rusia                                                  | 1:23:14   | Benjamin Sánchez · España                                                  | 1:23:30   | Nikolay Seradovich · Bielorrusia                                                      | 1:23:56   |
| 4 x 100 metros                  | Francia Oudéré Kankarafou Idrissa M'Barke Eddy De Lépine David Alerte  | 38.95 s23 | Alemania · Florian Rentz · Marius Broening · Sebastian Ernst · Till Helmke | 39.12 s23 | Italia · Rosario La Mastra · Alessandro Rocco · Stefano Anceschi · Koura Kaba Fantoni | 39.41 s23 |
| 4 x 400 metros                  | Polonia · Witold Bańka · Piotr Zrada · Daniel Dąbrowski · Piotr Kędzia | 3:04.41   | Reino Unido Andrew Steele Rhys Williams Richard Davenport Robert Tobin     | 3:04.83   | Países Bajos · Daniël Ward · Daniel de Wild · Sjors Kampen · Robert Lathouwers        | 3:04.99   |
| Salto de altura                 | Jaroslav Bába · República Checa                                        | 2.29      | Artsiom Zaitsau · Bielorrusia                                              | 2.27      | Yuriy Krymarenko · Ucrania                                                            | 2.27      |
| Salto con pértiga               | Damiel Dossévi Francia                                                 | 5.75      | Fabian Schulze · Alemania                                                  | 5.65      | Matti Mononen · FinlandiaJérôme Clavier · Francia                                     | 5.60      |
| Salto de longitud               | Dănuţ Simion · Rumania                                                 | 8.12      | Dmitriy Sapinskiy · Rusia                                                  | 8.01      | Povilas Mykolaitis · Lituania                                                         | 8.00      |
| Triple salto                    | Alexander Sergeyev · Rusia                                             | 17.11     | Alexander Petrenko · Rusia                                                 | 17.03     | Nelson Évora Portugal                                                                 | 16.89     |
| Peso                            | Anton Lyuboslavskiy · Rusia                                            | 20.44     | Taavi Peetre Estonia                                                       | 19.85     | Mika Vasara · Finlandia                                                               | 19.84     |
| Disco                           | Robert Harting · Alemania                                              | 64.50     | Piotr Małachowski · Polonia                                                | 63.99     | Dzmitry Sivakou · Bielorrusia                                                         | 60.62     |
| Martillo                        | Pavel Kryvitski · Bielorrusia                                          | 73.72     | Aliaksandr Kazulko · Bielorrusia                                           | 73.60     | Andrey Azarenkov · Rusia                                                              | 71.18     |
| Jabalina                        | Igor Janik · Polonia                                                   | 77.25     | Antti Ruuskanen · Finlandia                                                | 76.82     | Magnus Arvidsson · Suecia                                                             | 76.15     |
| Decatlón                        | Aleksey Drozdov · Rusia                                                | 8196 s23  | Aleksey Sysoyev · Rusia                                                    | 8089      | Norman Müller · Alemania                                                              | 7989      |

### Femenino
| Evento                          | Oro                                                                                      | Oro         | Plata                                                                            | Plata       | Bronce                                                                   | Bronce    |
| ------------------------------- | ---------------------------------------------------------------------------------------- | ----------- | -------------------------------------------------------------------------------- | ----------- | ------------------------------------------------------------------------ | --------- |
| 100 m (viento: +1.5 m/s)        | Maria Karastamati · Grecia                                                               | 11.03 s23   | Lina Jacques-Sébastien Francia                                                   | 11.46       | Verena Sailer · Alemania                                                 | 11.53     |
| 200 m (viento: +0.7 m/s)        | Yelena Yakovleva · Rusia                                                                 | 22.99       | Nikolett Listár · Hungría                                                        | 23.19 s23   | Vincenza Calì · Italia                                                   | 23.31     |
| 400 m                           | Olga Zaytseva · Rusia                                                                    | 50.72       | Christine Ohuruogu Reino Unido                                                   | 50.73       | Yelena Migunova · Rusia                                                  | 51.59     |
| 800 m                           | Yevgeniya Zolotova · Rusia                                                               | 2:06.00     | Jemma Simpson Reino Unido                                                        | 2:06.16     | Élodie Guégan Francia                                                    | 2:06.29   |
| 1.500 m                         | Corina Dumbrăvean · Rumania                                                              | 4:14.78     | Olesya Syreva · Rusia                                                            | 4:16.23     | Antje Möldner · Alemania                                                 | 4:16.34   |
| 5.000 m                         | Binnaz Uslu Turquía                                                                      | 15:57.21    | Tatyana Petrova · Rusia                                                          | 16:01.79    | Silvia La Barbera · Italia                                               | 16:07.01  |
| 10.000 m                        | Tatyana Petrova · Rusia                                                                  | 33:55.99    | Volha Minina · Bielorrusia                                                       | 34:03.55    | Eva Maria Stöwer · Alemania                                              | 34:05.03  |
| 100 m vallas (viento: +0.9 m/s) | Mirjam Liimask Estonia                                                                   | 12.93 s23   | Tina Klein · Alemania                                                            | 12.97       | Anna Yevdokimova · Rusia                                                 | 13.12     |
| 400 m vallas                    | Yelena Ildeykina · Rusia                                                                 | 56.43       | Anastasiya Trifonova · Rusia                                                     | 56.51       | Sian Scott Reino Unido                                                   | 57.02     |
| 3.000 m obstáculos              | Katarzyna Kowalska · Polonia                                                             | 9:54.17     | Türkan Erişmiş Turquía                                                           | 9:55.45 s23 | Svetlana Ivanova · Rusia                                                 | 9:56.44   |
| 20 km marcha                    | Irina Petrova · Rusia                                                                    | 1:33:24     | Olga Kaniskina · Rusia                                                           | 1:33:33     | Barbora Dibelková · República Checa                                      | 1:34:44   |
| 4 x 100 metros                  | Francia Natacha Vouaux Lina Jacques-Sébastien Aurélie Kamga Ayodele Ikuesan              | 44.22       | Alemania · Karoline Köhler · Verena Sailer · Johanna Kedzierski · Anne Möllinger | 44.89       | Italia · Claudia Baggio · Doris Tomasini · Alessia Berti · Vincenza Calì | 45.03     |
| 4 x 400 metros                  | Rusia · Anastasiya Ovchinnikova · Anastasiya Kochetova · Yelena Migunova · Olga Zaytseva | 3:27.27 s23 | Reino Unido Kim Wall Sian Scott Lisa Miller Christine Ohuruogu                   | 3:31.64     | Francia Dora Jemaa Thélia Sigère Johanna Monthe Phara Anacharsis         | 3:31.91   |
| Salto de altura                 | Tatjana Kivimägi · Rusia                                                                 | 1.94        | Emma Green · Suecia                                                              | 1.92        | Ariane Friedrich · Alemania                                              | 1.90      |
| Salto con pértiga               | Nataliya Mazuryk · Ucrania                                                               | 4.30        | Floé Kühnert · Alemania                                                          | 4.30        | Julia Hütter · Alemania                                                  | 4.25      |
| Salto de longitud               | Carolina Klüft · Suecia                                                                  | 6.79        | Yuliya Zinovyeva · Rusia                                                         | 6.58        | Adina Anton · Rumania                                                    | 6.55      |
| Triple salto                    | Simona La Mantia · Italia                                                                | 14.43       | Svetlana Bolshakova · Rusia                                                      | 14.11       | Athanasia Perra · Grecia                                                 | 13.94     |
| Peso                            | Petra Lammert · Alemania                                                                 | 18.97       | Christina Schwanitz · Alemania                                                   | 18.64       | Chiara Rosa · Italia                                                     | 18.22 s23 |
| Disco                           | Sabine Rumpf · Alemania                                                                  | 60.75       | Darya Pishchalnikova · Rusia                                                     | 59.45       | Kateryna Karsak · Ucrania                                                | 56.81 s23 |
| Martillo                        | Yekaterina Khoroshikh · Rusia                                                            | 71.51       | Betty Heidler · Alemania                                                         | 69.64       | Nataliya Zolotukhina · Ucrania                                           | 67.75 s23 |
| Jabalina                        | Annika Suthe · Alemania                                                                  | 57.72       | Katharina Molitor · Alemania                                                     | 57.01       | Linda Brivule Letonia                                                    | 56.12     |
| Heptatlón                       | Laurien Hoos · Países Bajos                                                              | 6291 s23    | Lilli Schwarzkopf · Alemania                                                     | 6196        | Olga Levenkova · Rusia                                                   | 5950      |

## Medallero
| Núm. | País            | Oro | Plata | Bronce | Total |
| ---- | --------------- | --- | ----- | ------ | ----- |
| 1    | Rusia           | 15  | 10    | 6      | 31    |
| 2    | Francia         | 6   | 2     | 3      | 11    |
| 3    | Alemania        | 4   | 14    | 8      | 26    |
| 4    | Polonia         | 4   | 1     | 1      | 6     |
| 5    | Reino Unido     | 3   | 5     | 1      | 9     |
| 6    | Rumania         | 2   | 0     | 2      | 4     |
| 7    | Bielorrusia     | 1   | 3     | 2      | 6     |
| 8    | España          | 1   | 2     | 1      | 4     |
| 9    | Turquía         | 1   | 2     | 0      | 3     |
| 10   | Grecia          | 1   | 1     | 1      | 3     |
| 10   | Suecia          | 1   | 1     | 1      | 3     |
| 12   | Estonia         | 1   | 1     | 0      | 2     |
| 13   | Italia          | 1   | 0     | 6      | 7     |
| 14   | Ucrania         | 1   | 0     | 3      | 3     |
| 15   | República Checa | 1   | 0     | 2      | 3     |
| 16   | Países Bajos    | 1   | 0     | 1      | 2     |
| 17   | Finlandia       | 0   | 1     | 2      | 3     |
| 18   | Hungría         | 0   | 1     | 1      | 2     |
| 19   | Bélgica         | 0   | 0     | 1      | 1     |
| 19   | Letonia         | 0   | 0     | 1      | 1     |
| 19   | Lituania        | 0   | 0     | 1      | 1     |
| 19   | Portugal        | 0   | 0     | 1      | 1     |

## Récords

### Mejores marcas europeas sub-23
Masculino
| Atleta                                                                     | Nación  | Prueba                   | Marca   | Ronda | Fecha       |
| -------------------------------------------------------------------------- | ------- | ------------------------ | ------- | ----- | ----------- |
| Maria Karastamati                                                          | Grecia  | 100 metros femenino      | 11.03   | Final | 16 de julio |
| Oudéré Kankarafou Idrissa M'Barke Eddy De Lépine David Alerte              | Francia | 4 x 100 metros masculino | 38.95   | Final | 17 de julio |
| Anastasiya Ovchinnikova Anastasiya Kochetova Yelena Migunova Olga Zaytseva | Rusia   | 4 x 400 metros femenino  | 3:27.27 | Final | 17 de julio |

### Récords del campeonato
| Atleta                                                                     | Nación       | Prueba                           | Marca   | Ronda | Fecha       |
| -------------------------------------------------------------------------- | ------------ | -------------------------------- | ------- | ----- | ----------- |
| Laurien Hoos                                                               | Países Bajos | Heptatlón                        | 6291    | Final | 14-15 Julio |
| Robert Harting                                                             | Alemania     | Lanzamiento de disco masculino   | 64.50   | Final | 16 de julio |
| Maria Karastamati                                                          | Grecia       | 100 metros femenino              | 11.03   | Final | 16 de julio |
| Olga Zaytseva                                                              | Rusia        | 400 metros femenino              | 50.72   | Final | 16 de julio |
| Oudéré Kankarafou Idrissa M'Barke Eddy De Lépine David Alerte              | Francia      | 4 x 100 metros masculino         | 38.95   | Final | 17 de julio |
| Anton Lyuboslavskiy                                                        | Rusia        | Lanzamiento de peso masculino    | 20.44   | Final | 17 de julio |
| Anastasiya Ovchinnikova Anastasiya Kochetova Yelena Migunova Olga Zaytseva | Rusia        | 4 x 400 metros femenino          | 3:27.27 | Final | 17 de julio |
| Sabine Rumpf                                                               | Alemania     | Lanzamiento de disco femenino    | 60.75   | Final | 17 de julio |
| Yekaterina Khoroshikh                                                      | Rusia        | Lanzamiento de martillo femenino | 71.51   | Final | 17 de julio |